# 成實
成实，河南光州人，明朝政治人物，同進士出身。

## 生平
天順三年（1459年）舉己卯科河南鄉試，成化二年（1466年）登進士，任礼科给事中，曾上言進諫疏通岁贡等。